# Млодзеюв
Млодзеюв (пол. Młodziejów) — село в Польщі, у гміні П'яскі Свідницького повіту Люблінського воєводства.
Населення — 60 осіб (2011).

## Демографія
Демографічна структура станом на 31 березня 2011 року:
|          | Загалом | Допрацездатний вік | Працездатний вік | Постпрацездатний вік |
| -------- | ------- | ------------------ | ---------------- | -------------------- |
| Чоловіки | 25      | 4                  | 20               | 1                    |
| Жінки    | 35      | 8                  | 15               | 12                   |
| Разом    | 60      | 12                 | 35               | 13                   |